# Amaravati (distrito de Guntur)

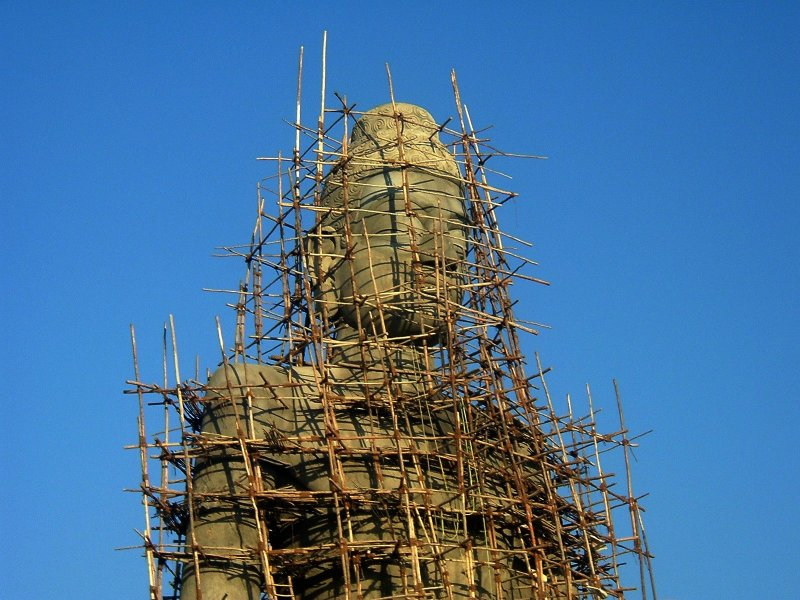
Diana Buda em construção nas margens do Críxena, em Amaravati

Amaravati é uma vila às margens do Rio Críxena, no distrito de Palnadu do estado indiano de Andra Pradexe. É a sede de mandal de Amaravati, e faz parte da região da capital de Andra Pradexe com sede na nova Amaravati 35 km (22 mi) leste, cujo nome também é emprestado do antigo Amaravati.
Amaravati foi fundada pelo rajá Vassiredi Vencatadri Naiudu na década de 1790 como a nova capital de sua propriedade zamindari. Se mudou de sua antiga capital Chintapali em protesto contra supostos maus-tratos da Companhia Britânica das Índias Orientais. Amaravati recebeu o nome da antiga estupa de Amaravati, que foi desenterrada durante o processo de construção da cidade. É adjacente à antiga capital satavana de Daiacataca (agora chamada Daranicota).
O templo de Amaralinguessuara na vila é um dos Pancharamas para os hindus. O local também era um local budista histórico, como mostra a presença da estupa de Amaravati construída durante o século II a.C. e o III d.C., bem como a estátua de Diana Buda, uma grande estátua de Buda do século XXI na postura diana. É um dos locais selecionados para o projeto Desenvolvimento e Ampliação da Cidade Histórica de Iojana (HRIDAY) do Governo da Índia, para preservar a rica herança cultural da Índia.